# خوارزمية بووث للضرب
خوارزمية بووث للضرب (بالإنجليزية: Booth's multiplication algorithm)‏ هي خوارزمية ضرب تضاعف رقمين ثنائيين ذواتا إشارات في تدوين مكملين اثنين. وضع الخوارزمية أندرو دونالد بووث [الإنجليزية] عام 1950، أثناء قيامه بأبحاث على البللورات في كلية بيركبيك في بلومزبري، لندن. استخدام بة ث آلات حاسبة مكتبية كانت أسرع في التحويل من إضافة وإيجاد الخوارزم لزيادة سرعته. تعتبر خوارزمية بووث ذات أهمية في دراسة معمارية الحاسوب.